# Castelo de Forres
O Castelo de Forres (em inglês:  Forres Castle) foi um castelo do século IX localizado em Forres, Moray, Escócia.

## História
O castelo foi repetidamente destruído e reconstruído, a primeira destruição alegadamente ocorreu em 850 pelos nórdicos.
No século XIV foi grandemente fortificado com paredes mais altas e torres, sendo tomado pela família Dunbar de Westfield até ao século XVII, depois caindo em decadência.
David II esteve no castelo em 1367.
Atualmente nada resta da estrutura e pouco é conhecido da forma do castelo.